# 1804 na literatura

## Nascimentos
| Data           | Nome                             | Profissão                                         | Nacionalidade  | Observações | Ref |
| -------------- | -------------------------------- | ------------------------------------------------- | -------------- | ----------- | --- |
| 5 de Fevereiro | Johan Ludvig Runeberg            | poeta                                             | Finlândia      | m. 1877     |     |
| 1 de Maio      | Aleksey Khomyakov                | poeta                                             | Rússia         | m. 1860     |     |
| 24 de Junho    | Stephan Ladislaus Endlicher      | botânico e linguista                              | Áustria        | m. 1849     |     |
| 28 de Julho    | Ludwig Feuerbach                 | filósofo                                          | Alemanha       | m. 1872     |     |
| 1 de Julho     | George Sand                      | novelista                                         | França         | m. 1876     |     |
| 4 de Julho     | Nathaniel Hawthorne              | escritor                                          | Estados Unidos | m. 1864     |     |
| 8 de dezembro  | António Moniz Barreto Corte Real | político, jornalista, escritor e professor liceal | Portugal       | m. 1888     |     |
| 21 de Dezembro | Benjamin Disraeli                | escritor e político                               | Inglaterra     | m. 1881     |     |
| 23 de Dezembro | Charles Augustin Sainte-Beuve    | crítico literário                                 | França         | m. 1869     |     |

## Mortes
| Data            | Nome          | Profissão | Nacionalidade | Observações | Ref |
| --------------- | ------------- | --------- | ------------- | ----------- | --- |
| 12 de Fevereiro | Immanuel Kant | filósofo  | Alemanha      | n. 1724     |     |